# Dungeon (BDSM)

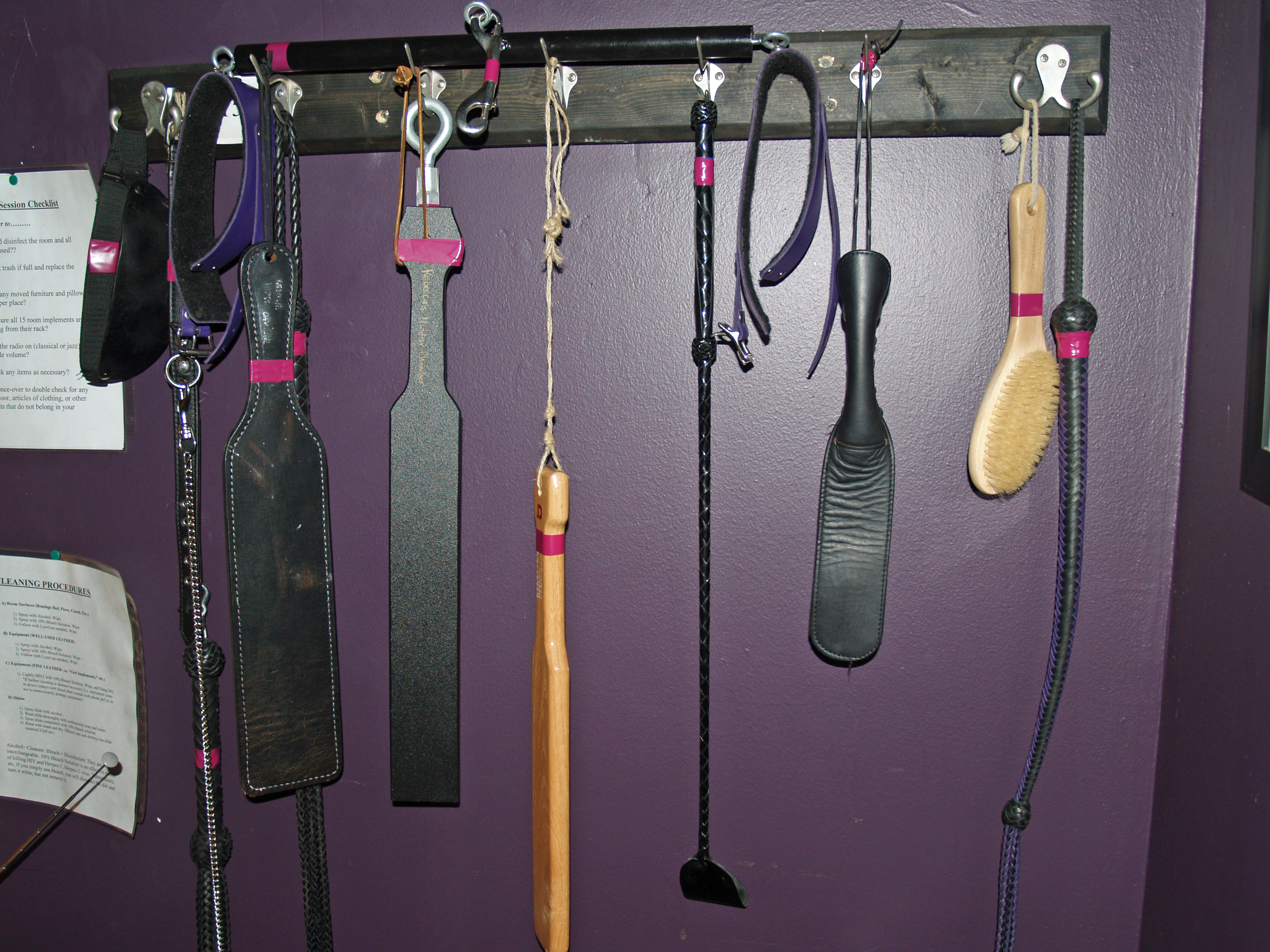
Attrezzatura all'interno di un dungeon

Il dungeon è un termine inglese, il cui significato richiama alle prigioni sotterranee, utilizzato per indicare un ambiente appositamente attrezzato per praticare attività BDSM.

## Descrizione
Il dungeon è uno degli scenari più comunemente sfruttati nell'ambito del BDSM. Possono essere costruiti in uno scantinato oppure in una stanza della casa opportunamente dedicata. Ne fanno uso anche i locali che organizzano eventi BDSM e spesso gli organizzatori, per garantire la massima riservatezza ai partecipanti, sono soliti allestire dei dungeon in vecchi edifici lontani dal centro abitato.
Il dungeon è uno degli equipaggiamenti di cui sono dotati i master e le mistress professioniste: al suo interno vi possono essere strumenti di costrizione e immobilizzazione come la Croce di sant'Andrea, gabbie, dispositivi che consentono di legarvi catene e manette, e una serie di oggettistica varia come fruste, palette per lo spanking e così via. È cura del proprietario mantenere pulito e ordinato il dungeon, assicurando la sua idoneità a ospitare l'attività BDSM a cui è destinato. Esistono anche dei dungeon messi a disposizione tramite noleggio.
I dungeon possono essere arredati in stile barocco o in modi esteticamente molto ricercati, oppure possono rappresentare semplicemente delle camere arredate in modo più comune. Nell'ambito di eventi organizzati è opportuno assegnare a una persona esperta la supervisione delle condizioni di sicurezza legate all'attività BDSM in atto, supervisore che viene identificato con il nome di dungeon monitor.